# Третій залізничний пакет

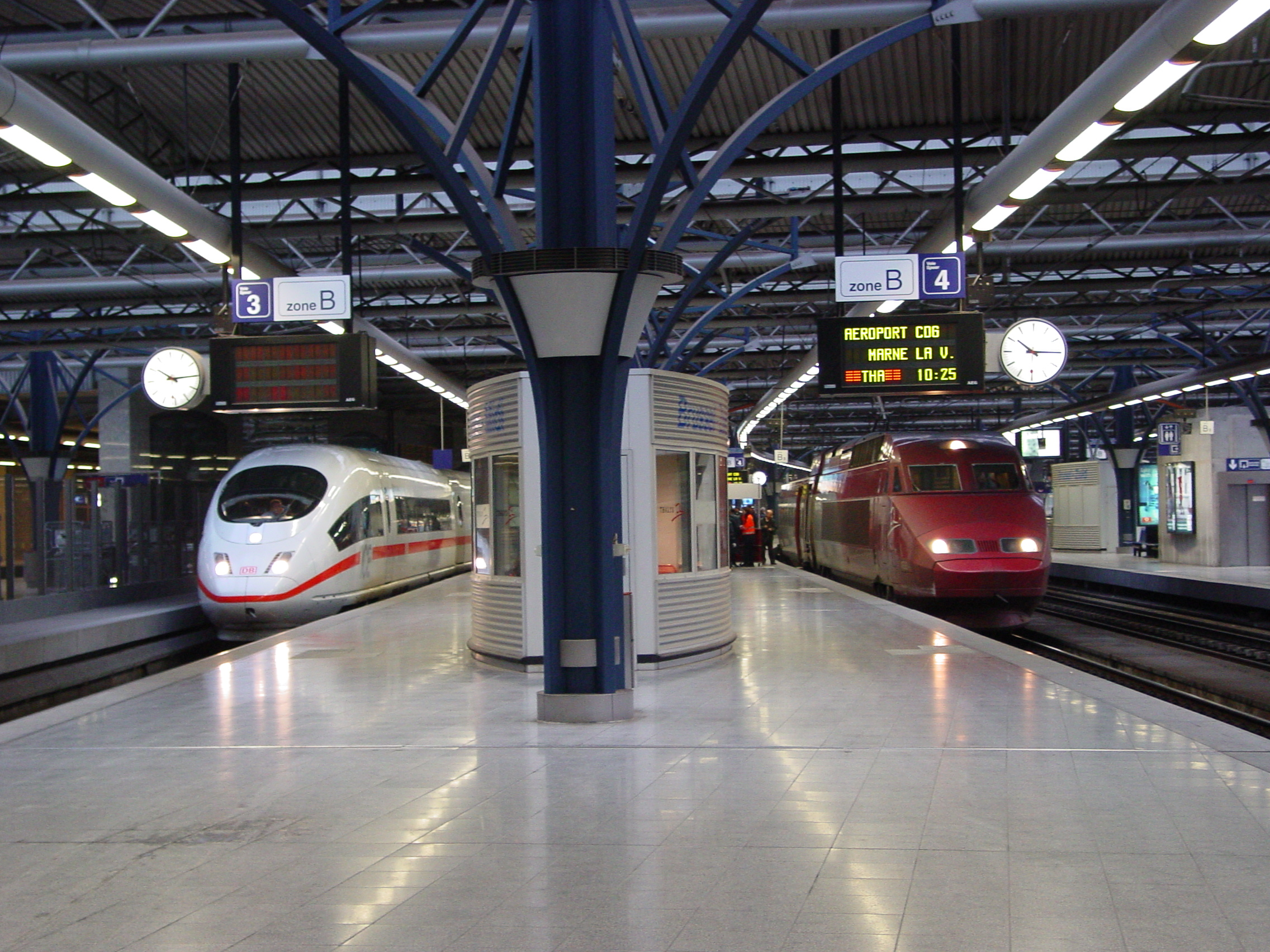
Міжнародні поїзди на станції Брюссель-Південний: ICE 3 і Thalys.

Тре́тій залізни́чний паке́т – збірник законодавства Європейського Союзу, який має на меті відродити залізниці в Європі та відкрити пасажирські послуги для конкуренції.
Слідуючи за другим залізничним пакетом, основним актом третього залізничного пакету став відкритий доступ для всіх міжнародних пасажирських перевезень, включаючи каботаж, на залізницях ЄС з 1 січня 2010 року. Однак були також реформовані права пасажирів залізниці (зокрема, мінімальний рівень компенсації за затримки); це стосується як міжнародних, так і внутрішніх залізничних перевезень, але національні уряди можуть звільнити деякі внутрішні послуги від цього в середньостроковій перспективі та узгодження посвідчень машиністів.
Третій залізничний пакет відображає білу книгу 2001 року «Європейська транспортна політика на 2010 рік», але для узгодження різних положень потрібні були детальні обговорення та переговори.
Сподівається, що це законодавство стимулюватиме створення нових і вдосконалених залізничних послуг по всій Європі. Очікується, що в 2012 році буде подано звіт про прогрес, що може стимулювати подальшу лібералізацію, особливо для внутрішніх, а не міжнародних залізничних перевезень.

## Законодавство
- Директива 2007/58/ЄС про відкритий доступ[10]
- Директива 2007/59/ЄС про узгоджені ліцензії для машиністів[11]
- Регламент 1370/2007 про відкритий доступ і субсидовані державні послуги[12]
- Регламент 1371/2007 про права пасажирів залізничного транспорту[13]

Це європейське законодавство було відображено в місцевих законах окремих країн ЄС; наприклад, Регламент про залізничну інфраструктуру (доступ та управління) (з поправкою) 2009 року в Сполученому Королівстві.